# باربی مأمور مخفی
باربی مأمور مخفی یا باربی: مأمور مخفی (به انگلیسی: Secret Agent Barbie; Barbie: Secret Agent) یک بازی ویدئویی چندپلتفرمی است که در سال ۲۰۰۱ برای مایکروسافت ویندوز و گیم‌بوی ادونس عرضه گردید. در این بازی باربی در نقش یک مأمور مخفی ظاهر می‌شود و در سراسر دنیا به انجام مأموریت‌ها می‌پردازد.